# Tuma (fromage)
Pour les articles homonymes, voir Tuma.
La Tuma ou Toma est un fromage frais typique de Sicile.
Très peu salé, il est confectionné à base de lait entier de brebis, de vache, ou les deux. Il doit être consommé ou utilisé rapidement. Il est utilisé pour farcir les raviolis, en entrée ou frit, enrobé d’une pastella (eau, farine, œuf).

## Variantes
Le Tuma delle Langue vient du Piémont, dans le nord de l’Italie. Il est confectionné à l'aide d'une très ancienne recette au lait cru de brebis légèrement plus affiné et au gout incomparable.